# Lisa Klein (wielrenster)
Lisa Klein (Saarbrücken, 15 juli 1996) is een Duitse wielrenster die actief is op de weg en op de baan.

## Carrière
Ze reed tussen 2015 en 2017 bij de ploeg Cervélo-Bigla en vanaf 2018 vijf jaar bij Canyon-SRAM. In 2023 en 2024 reed ze voor Lidl-Trek.
Klein werd in diverse disciplines Duits kampioene op de baan en in 2017 werd ze Duits kampioene op de weg. Ze behaalde in 2016 brons tijdens het EK tijdrijden voor beloften in het Franse Plumelec en in 2017 herhaalde ze deze prestatie in het Deense Herning. Ook won ze in 2016 met Cervélo-Bigla brons op het WK ploegentijdrijden in Doha, Qatar. Nadat dit onderdeel in 2019 werd vervangen door de gemengde ploegenestafette met landenteams, maakte Klein vijf keer deel uit van de Duitse ploeg die medailles won op het Europees en wereldkampioenschap. In 2020 won ze met deze ploeg goud op het Europees kampioenschap in Plouay en in 2021 won ze de wereldtitel in Brugge.
Klein won in 2017 het jongerenklassement in de Ronde van Noorwegen, Healthy Ageing Tour en in de Luxemburgse GP Elsy Jacobs. In 2019 won Klein het eindklassement van zowel de Healthy Ageing Tour als de BeNe Ladies Tour. Twee jaar later won ze wederom deze koers, die inmiddels de Baloise Ladies Tour heette.
In 2021 nam Klein namens Duitsland deel aan de Olympische Zomerspelen 2020 in Tokio; ze werd 13e in de tijdrit en in de ploegenachtervolging reed ze samen met Lisa Brennauer, Franziska Brauße en Mieke Kröger in de kwalificaties een wereldrecordtijd van 4 minuten en 7,307 seconden. In de finale werden ze Olympisch kampioen door de Britten te verslaan in een nieuw wereldrecord: 4 minuten en 4,242 seconden. Drie jaar later werd ze zesde met Duitsland op de ploegenachtervolging tijdens de Olympische Zomerspelen 2024 in Parijs, samen met Kröger, Brauße, Laura Süßemilch en Lena Charlotte Reißner.
In september 2024 maakte Klein bekend haar contract met Lidl-Trek te ontbinden en een stap terug te doen uit de World Tour.

## Palmares

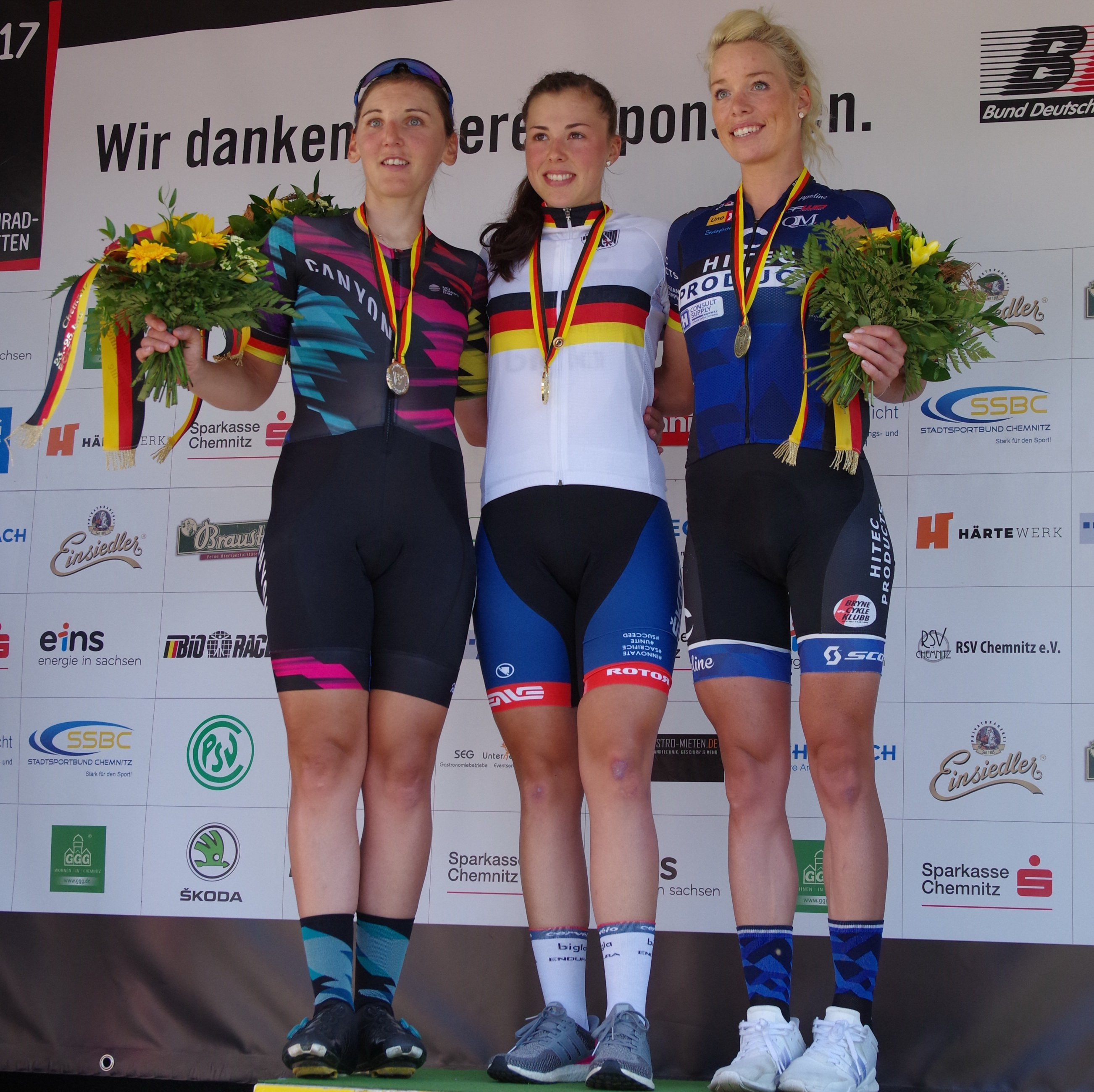
Duits kampioene op de weg in 2017

### Weg
2016
 EK tijdrijden, beloften
 WK ploegentijdrit, met Cervélo-Bigla
2017
 Duits kampioene op de weg, elite
 EK tijdrijden, beloften
 Jongerenklassement Ronde van Noorwegen (WWT)
 Jongerenklassement GP Elsy Jacobs
 Jongerenklassement Healthy Ageing Tour
Proloog Giro della Toscana
2018
 EK tijdrijden, beloften
 Duits kampioenschap tijdrijden, elite
 Jongerenklassement Healthy Ageing Tour
Proloog GP Elsy Jacobs
 Jongerenklassement BeNe Ladies Tour
2019
 Duits kampioen tijdrijden, elite
 Duits kampioenschap op de weg, elite
 EK tijdrijden (Alkmaar), elite
 EK ploegenestafette, elite
 EK op de weg, elite
3e etappe Boels Ladies Tour (WWT)
 Eindklassement Healthy Ageing Tour
4e etappe Ronde van Thüringen
 Eindklassement BeNe Ladies Tour
Proloog en 2e etappe b BeNe Ladies Tour
2020
 Europees kampioen gemengde ploegenestafette
2021
Proloog en 2e etappe b Baloise Ladies Tour
Eindklassement Baloise Ladies Tour
 Wereldkampioen gemengde ploegenestafette
2023
 Wereldkampioenschap gemengde ploegenestafette, elite
 Europees kampioenschap gemengde ploegenestafette, elite
2024
 Europees kampioenschap gemengde ploegenestafette, elite
 Duits kampioenschap tijdrijden, elite

### Baan
| Jaar | DK                          | EK                   | WK                   | Overig                                |
| ---- | --------------------------- | -------------------- | -------------------- | ------------------------------------- |
| 2013 | Scratch, Omnium             |                      |                      |                                       |
| 2014 | Omnium (junior)             |                      |                      |                                       |
| 2015 | Teamsprint                  |                      |                      |                                       |
| 2016 | Achtervolging, 500m tijdrit |                      |                      |                                       |
| 2019 |                             | Ploegenachtervolging | achtervolging        |                                       |
| 2020 |                             |                      | ploegenachtervolging |                                       |
| 2021 |                             |                      |                      | OS Tokio: ploegenachtervolging        |
| 2022 |                             | ploegenachtervolging |                      |                                       |
| 2023 |                             | ploegenachtervolging |                      |                                       |
| 2024 |                             | ploegenachtervolging | ploegenachtervolging | OS Parijs: 6e op ploegenachtervolging |
| 2025 |                             | ploegenachtervolging |                      |                                       |

## Ploegen
- 2015 –  Bigla Pro Cycling
- 2016 –  Cervélo-Bigla
- 2017 –  Cervélo-Bigla
- 2018 –  Canyon-SRAM
- 2019 –  Canyon-SRAM
- 2020 –  Canyon-SRAM
- 2021 –  Canyon-SRAM
- 2022 –  Canyon-SRAM
- 2023 –  Trek-Segafredo
- 2024 –  Lidl-Trek

2012: King, Rowsell, Trott ·
2016: Archibald, Barker, Rowsell, Trott  ·
2020: Brauße, Brennauer, Klein, Kröger ·
2024: Dygert, Faulkner, Valente, Williams
Aubry · Baur · Hanselmann · Klein · Koedooder · Koppenburg · Laws · Lepistö · Moolman-Pasio · Numainville · Olds · Schweizer · Slappendel · Small · van Vleuten
Hanselmann · Horne · Klein · Koppenburg · Lepistö · Moolman-Pasio · Numainville · Pilote-Fortin · Pohl · Small
Dragoo · Hanselmann · Horne · Klein · Koppenburg · Lepistö · Moolman-Pasio · Perchtold · Pikulik · Pilote-Fortin · Pohl · Uttrup Ludwig · Vilmann
Amialiusik · A. Barnes · H. Barnes · Cecchini · Cromwell · Erath · Ferrand-Prévot · Klein · Niewiadoma · Riffel · Ryan · Thorvilson · Worrack
Amialiusik · A. Barnes · H. Barnes · Cecchini · Cromwell · Erath · Ferrand-Prévot · Gafinovitz · Harris · Klein · Ludwig · Niewiadoma · Riffel · Ryan · Shapira · Thorvilson
Amialiusik · A. Barnes · H. Barnes · Cecchini · Cromwell · Erath · Ferrand-Prévot · Gafinovitz · Harris · Klein · Ludwig · Niewiadoma · Pratt · Riffel · Ryan · Shapira · Thorvilson
Amialiusik · A. Barnes · H. Barnes · Bradbury · Chabbey · Cromwell · Dygert · Harris · Harvey · Klein · Ludwig · Niewiadoma · Ryan · Shapira
Amialiusik · Barnes · Bossuyt · Bradbury · Chabbey · Cromwell · Dygert · Harris · Harvey · Klein · Niewiadoma · Oudeman · Paladin · Rooijakkers · Roy
Bäckstedt · Balsamo · Brand · Chapman · Deignan · Hanson · Klein · Knibb (vanaf 1/6) · Longo Borghini · Realini · Sanguineti · Spratt · van Anrooij · van Dijk (zwangerschapsverlof) · Wiles (tot 14/7)
van Anrooij · Bäckstedt · Balsamo · Brand · Chapman · Copponi · Deignan · van Dijk · Hanson · A. Holmgren · I. Holmgren · Klein · Longo Borghini · Moors · Realini · Sanguineti · Sharp · Spratt · Wilson-Haffenden